# Lễ hội Tiên Công
Lễ hội Tiên Công là một lễ hội truyền thống của cư dân vùng đảo Hà Nam, Quảng Ninh, được tổ chức vào ngày 07 tháng Giêng Âm lịch hàng năm mang ý nghĩa chúc thọ và tôn vinh người cao tuổi.

## Lịch sử
Theo bia ký, gia phả, khoảng từ năm 1434 đến 1500, có các nhóm gồm 17 vị (Vũ Song, Vũ Hồng Tiệm, Bùi Huy Ngoạn, Ngô Bách Đoan, Nguyễn Phúc Cốc, Nguyễn Phúc Thắng, Nguyễn Phúc Vinh, Lê Khép, Lê Mở, Vũ Tam Tỉnh, Vũ Giai, Nguyễn Nghệ, Nguyễn Thực, Bùi Bách Niên, Phạm Việt, Dương Quang Tín, Dương Quang Tấn) quế gốc ở phường Kim Hoa  huyện Thọ Xương, phủ Hoài Đức, thành Thăng Long (nay là phường Kim Liên, Hà Nội) di cư đến vùng đảo Hà Nam ngày nay khi ấy mới chỉ là những cồn bãi ở cửa sông Bạch Đằng. Biết nơi này có nước ngọt, các vị đã tập tập hợp người quai đê lấn biển, lập lên làng xóm ruộng đồng. Ban đầu lập nên phường Bồng Lưu, sau đổi thành xã Phong Lưu gồm ba thôn: Phong Cốc, Cẩm La, Yên Đông. Sau này, còn có 2 cụ Hoàng Nông, Hoàng Nênh quê ở Trà Lý (Nam Định) đến lập lên làng Trung Bản, sau cũng sáp nhập vào xã Phong Lưu thành nhất xã, tứ thôn. Theo thời gian, còn nhiều đợt quai lấn và dân ở một số vùng khác cũng đến đây tập trung sinh sống và mở rộng đảo.
Để tưởng nhớ công ơn các tiên công, nhân dân toàn xã Phong Lưu đã lập miếu ở thôn Cẩm La để thờ 19 vị tiên công gồm là những người đầu tiên quai đê lấn biển lập nên 4 thôn ban đầu, đây chính là trung tâm của lễ hội. Căn cứ vào một số cột, vì kèo và mấy thanh nóc xà cũ, người ta phán đoán niên đại gần nhất của ngôi đền vào năm Gia Long thứ ba đời Nguyễn (1804). Trên câu đầu nhà thờ tổ có ghi niên đại xây dựng “Gia Long tam niên trọng hạ nguyệt, cốc nhật thượng trụ thượng lượng”. Hiện nơi đây còn lưu giữ sắc phong của vua Khải Định ngày 25/7/1924. Sắc phong có nội dung: “ Sắc cho bốn xã Phong Cốc, An Đông, Nam Hoà, Trung Bản, tổng Hà Nam, thị xã Quảng Yên thờ phụng các bậc tiên tổ có công khai canh, lập ấp."

## Hoạt động tiêu biểu
Các cụ cao niên từ 80 tuổi được con cháu tổ chức lễ mừng thọ tại gia đình từ khoảng mùng 4 tết âm lịch. Ngày mùng 7 là chính hội, một số gia đình tổ chức lễ rước cụ thượng thọ về miếu Tiên công để làm lễ miếu. (Trước đó, ngày mùng 6, các gia đình không tổ chức đoàn rước thì chỉ đội lễ đưa cụ thượng lên miếu lễ tổ, truy ơn tiên công).
Lễ hội có phần hội bao gồm các sinh hoạt văn hóa như đánh đu, đấu vật, hát đúm, chọi gà.

## Vinh danh
Miếu Tiên công được xếp hạng di tích lịch sử, văn hóa cấp quốc gia theo quyết định số 34/QĐ-BVHTT ngày 09  tháng 02 năm 1990.
Lễ hội Tiên Công được công nhận là di sản văn hóa phi vật thể quốc gia năm 2017 theo quyết định số 1852/QĐ-BVHTTDL.